# Evangelische Kirche Nieder-Erlenbach

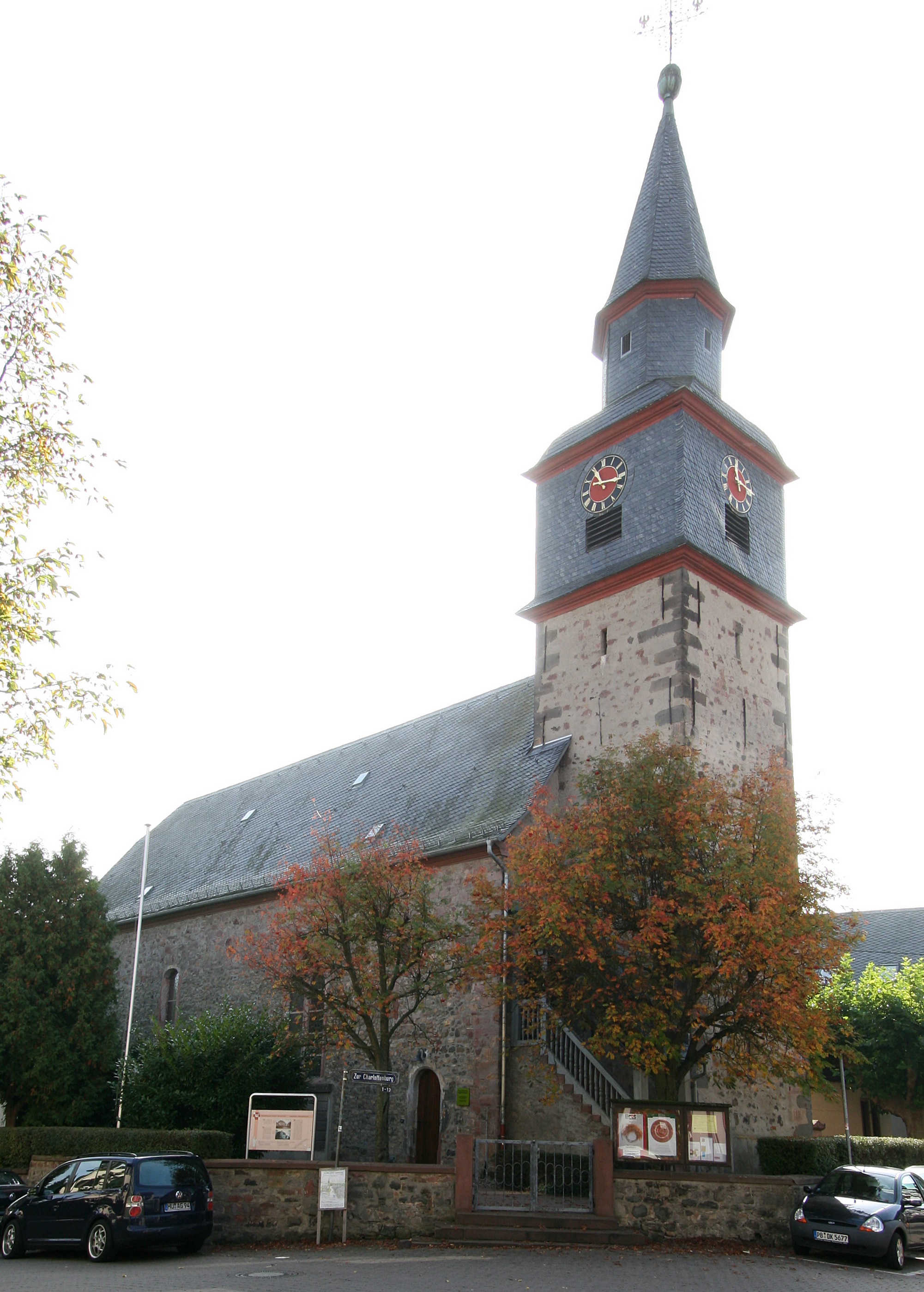
Evangelische Kirche Nieder-Erlenbach, Nordwestansicht

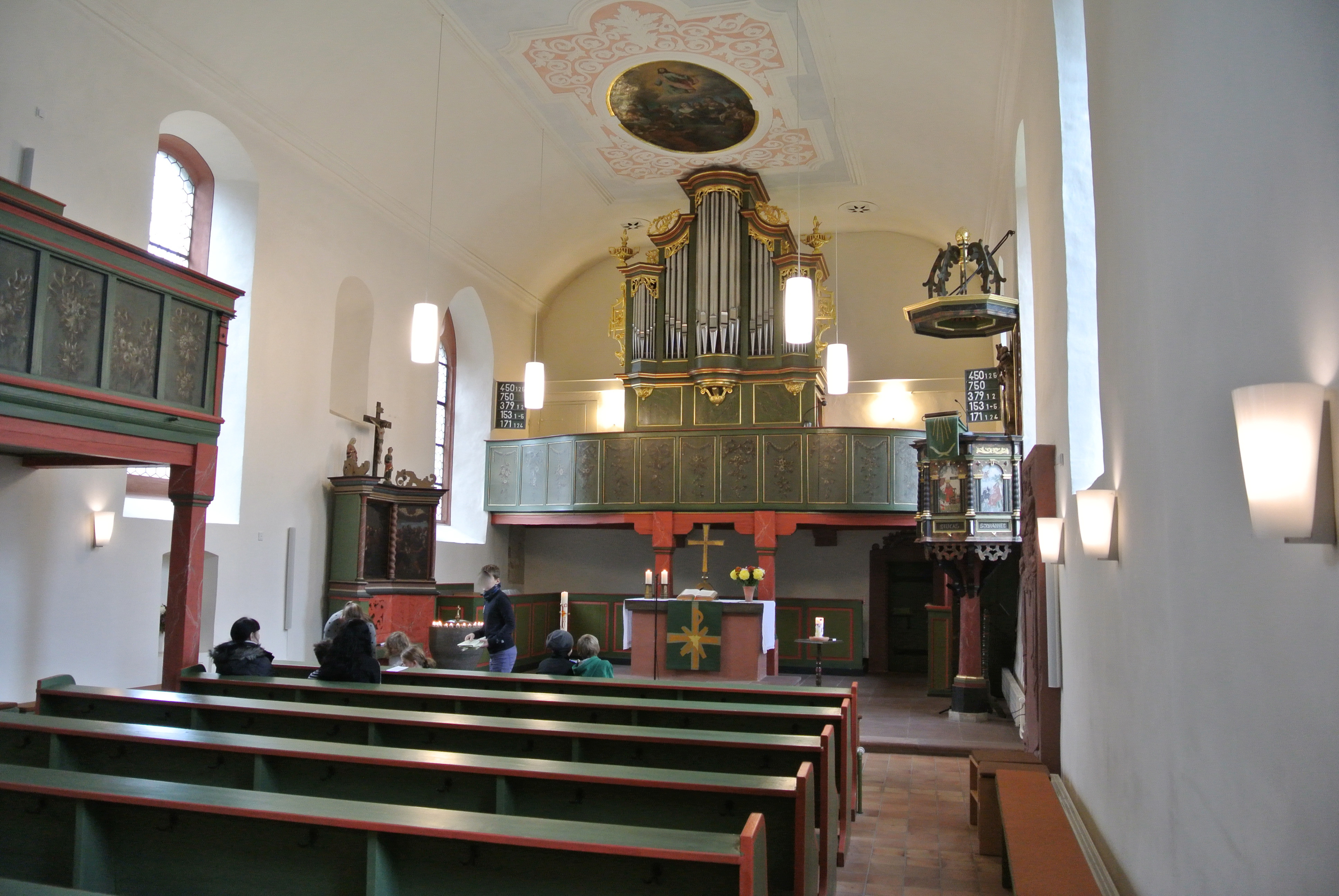
Innenraum

Die Evangelische Kirche Nieder-Erlenbach ist eine spätgotische, barock umgestaltete Kirche im gleichnamigen Frankfurter Stadtteil Nieder-Erlenbach. Sie ist ein Kulturdenkmal nach dem Hessischen Denkmalschutzgesetz.

## Geschichte
Nieder-Erlenbach wurde im Jahr 779 im Lorscher Codex erstmals erwähnt. Ab 1376 gehörte es zur Reichsstadt Frankfurt. Seit 1346 ist eine vermutlich noch ältere Kirche nachgewiesen. Kirchlich gehörte Nieder-Erlenbach seinerzeit zu dem Archidiakonat von St. Peter in Mainz. Die heutige Kirche wurde im Spätmittelalter errichtet und im Jahr 1637 barock umgestaltet. Der Turm, der ehemals als Wehrturm auch der Verteidigung diente, erhielt seine heutige Gestalt 1715. Die Orgelempore stammt von Ende des 17. Jahrhunderts und die Chorempore von Ende des 18. Jahrhunderts. Ein spätgotischer Flügelaltar von 1497 wurde 1862 an das Großherzogliche Landesmuseum in Darmstadt verkauft.
Der Innenraum wurde 1955, 1978 und zuletzt 2009 umgestaltet beziehungsweise renoviert. 1955 wurde der östliche Teil der Nordempore abgebrochen und die Kanzel an ihren jetzigen, ursprünglichen Platz gestellt. 1978 wurde die neue Sakristei fertiggestellt.
Nordwestlich der Kirche befindet sich in der Straße Alt-Erlenbach 27 das barocke Pfarrhaus. Es wurde 1748 als Haus für den Frankfurter Dorfschultheißen gebaut und 1866 zum Pfarrhaus umgenutzt. Es ist denkmalgeschützt und befindet sich heute in Privatbesitz.
Die Evangelische Kirchengemeinde Nieder-Erlenbach gehört zur Evangelischen Kirche in Hessen und Nassau.

## Architektur
Die Kirche steht in der historischen Ortsmitte von Nieder-Erlenbach in der Straße Zur Charlottenburg. Das nach Osten ausgerichtete Gebäude ist etwa 25 Meter lang und knapp 10 Meter breit. Die Außenwände der stützenlosen Saalkirche bestehen aus unverputztem Naturstein und sind mit gotischen Maßwerkfenstern gestaltet. Das Satteldach ist mit Schiefer gedeckt. Das Kirchenschiff hat im Osten einen geraden Abschluss.
Der ehemals wehrhafte Turm im Westen prägt das Ortsbild. Er hatte ursprünglich bis zu seiner Umgestaltung Schießscharten. Über dem Mauerwerk befinden sich eine mit Schiefer verkleidete Glockenstube und darüber eine achteckige Laterne mit spitzem Helm. Eine Inschrift an der Westseite weist auf die Umgestaltung hin. Eine 1637 errichtete Außentreppe an der Nordseite des Turms führt zur Empore im Innern.
Die ehemalige Sakristei im Osten ist mit einem Kreuzgratgewölbe überdeckt. Die neue Sakristei im südlichen Teil des ehemaligen Kirchhofes ist ein fünfeckiger Bau. Zwischen ihr und dem Südeingang der Kirche überspannt ein Dach einen witterungsgeschützten Eingangsbereich.
Eingänge befinden sich im Süd- und Nordwesten. Der barock gestaltete Innenraum ist durch die Emporen und die Barockorgel geprägt, die hinter und über dem Altar steht. Die zweiseitige Chor- und Besucherempore verläuft auf der West- und Nordseite. Die Orgelempore befindet sich im Osten. An Stelle der ursprünglich flachen Decke erhielt der Innenraum 1637 eine korbbogenartig gewölbte Stuckdecke. Zwei Bankblöcke sind auf den Altar gerichtet. Durch eine spitzbogige Türöffnung im Kirchenschiff gelangt man in die untere Turmhalle.

## Ausstattung
Drei ovale Gemälde sind an der Decke angebracht. Sie sind mit Rankwerk umgeben und zeigen die Auferstehung Jesu, die Taube als Sinnbild des Heiligen Geistes und die Himmelfahrt Jesu. 1955 wurden sie von dem Restaurator Kratz in ihren ursprünglichen Zustand gebracht. Die Orgelempore ist mit dekorativen Brüstungsmalereien versehen. Ein Altaraufbau mit drei Tafelbildern wurde zu Beginn des 18. Jahrhunderts geschaffen. Dargestellt sind das Abendmahl, die Auferstehung und die Himmelfahrt Jesu. Die Tafelbilder wurden 1955 an der Nordwand aufgestellt und bilden heute den Hintergrund für den Taufstein von 1637.
Die Kanzel aus dem Jahr 1600 ist im Brüstungsbereich mit Bildern der vier Evangelisten gestaltet. Die Vorlagen hierfür sind älter. Der Schalldeckel ist von einer Taube bekrönt. An der Südwand hängt eine von Johann Bernhard Schwarzeburger geschaffene Gedenktafel für Johann Ernst von Glauburg und dessen Frau Maria Eleonora. Dort befindet sich auch ihr Grabstein, der 1955 unter dem Altarpodest gefunden wurde.

## Orgel
Eine erste Orgel wurde wahrscheinlich 1671 von einem unbekannten Orgelbauer geliefert. Nach etlichen Reparaturen schaffte die Gemeinde 1705/1706 ein neues Instrument an. Johann Benedikt Ernst Wegmann baute mit dem Obergesellen Johann Friedrich Meynecke 1781 die dritte Orgel. Nach mehreren Umbauten erweiterte Emanuel Kemper 1955 die Orgel auf 25 Register, die sich auf zwei Manuale und Pedal verteilten. Dabei ging weitere Originalsubstanz verloren. Oberlinger versetzte die Orgel 1984 in den historischen Zustand zurück. Sie ist die einzige Frankfurter Orgel aus dem 18. Jahrhundert, die noch im Grundbestand erhalten ist. Die Disposition lautet wie folgt:
| I Manual C–d3   |     |                      |
| Principal       | 8′0 | 1781/1984 (Prospekt) |
| Floet Travers   | 8′  | 1984                 |
| Gedackt         | 8′  | 1932/1984            |
| Octav           | 4′  | 1781                 |
| Floet           | 4′  | 1781/ab fis2 1984    |
| Quint           | 3′  | 1781/ab h1 1984      |
| Octav           | 2′  | 1781/ab f1 1984      |
| Sesquialtera II |     | 1984                 |
| Mixtur IV       | 2′  | 1781/1984            |
| Trompet         | 8′  | 1984                 |

| Pedal C–d1   |      |      |
| Subbass      | 16′0 | 1781 |
| Octavbass    | 8′   | 1781 |
| Posaunenbass | 16′  | 1984 |

- Koppeln: I/P

## Geläut
Die Kirche verfügt über drei Glocken.
| Nr. | Jahr | Bemerkung                                 |
| 1   | 1709 | kleinste Glocke                           |
| 2   | 1769 | 74 cm; Johann Georg I und Johann Georg II |
| 3   | 1790 | 120 kg; Johann Georg II                   |